# 광제산로
광제산로(Gwangjesan-ro)는 경상남도 진주시 명석면 명석삼거리에서 산청군 신안면 청고개를 연결하는 도로이다.

## 주요 경유지
경상남도
- 진주시 (명석면) - 산청군 (신안면)

## 노선
전 구간 지방도 제1006호선에 속하므로 이에 대한 별도 표기는 생략한다.
| 이름          | 접속 노선                  | 소재지 | 소재지 | 비고 |
| ------------- | -------------------------- | ------ | ------ | ---- |
| 명석삼거리    | 지방도 제1006호선 (나불로) | 진주시 | 명석면 |      |
| 명석교        |                            | 진주시 | 명석면 |      |
| 관지1교차로   |                            | 진주시 | 명석면 |      |
| 관지5교       |                            | 진주시 | 명석면 |      |
| 계원교        |                            | 진주시 | 명석면 |      |
| 신기교        |                            | 진주시 | 명석면 |      |
| 청고개        |                            | 진주시 | 명석면 |      |
|               | 산청군                     | 신안면 |        |      |
| 창현로와 직결 |                            |        |        |      |

## 주요 건물 및 시설
- GS25 진주명석점 (광제산로 11/우수리 95-5)
- 진주명석우체국 (광제산로 17/우수리 99-5)
- 명석초등학교 (광제산로 23/우수리 109)
- 명석면 행정복지센터 (광제산로 37/관지리 305-3)
- 신촌마을회관 (광제산로 283/관지리 555-3)
- 계원리마을회관 (광제산로 650/계원리 299-1)
- 홍지노인회관 (광제산로 743/계원리 52-9)